# Bonn-Cölner Eisenbahn-Gesellschaft
Die Bonn-Cölner Eisenbahn-Gesellschaft, kurz BCE, war ein deutsches Eisenbahnunternehmen, das im Juli 1837 in Bonn gegründet wurde und am 6. Juli 1840 die Konzession erhielt, eine Eisenbahnstrecke zwischen Bonn und Köln zu bauen und zu betreiben.

## Geschichte

### Streckenbau

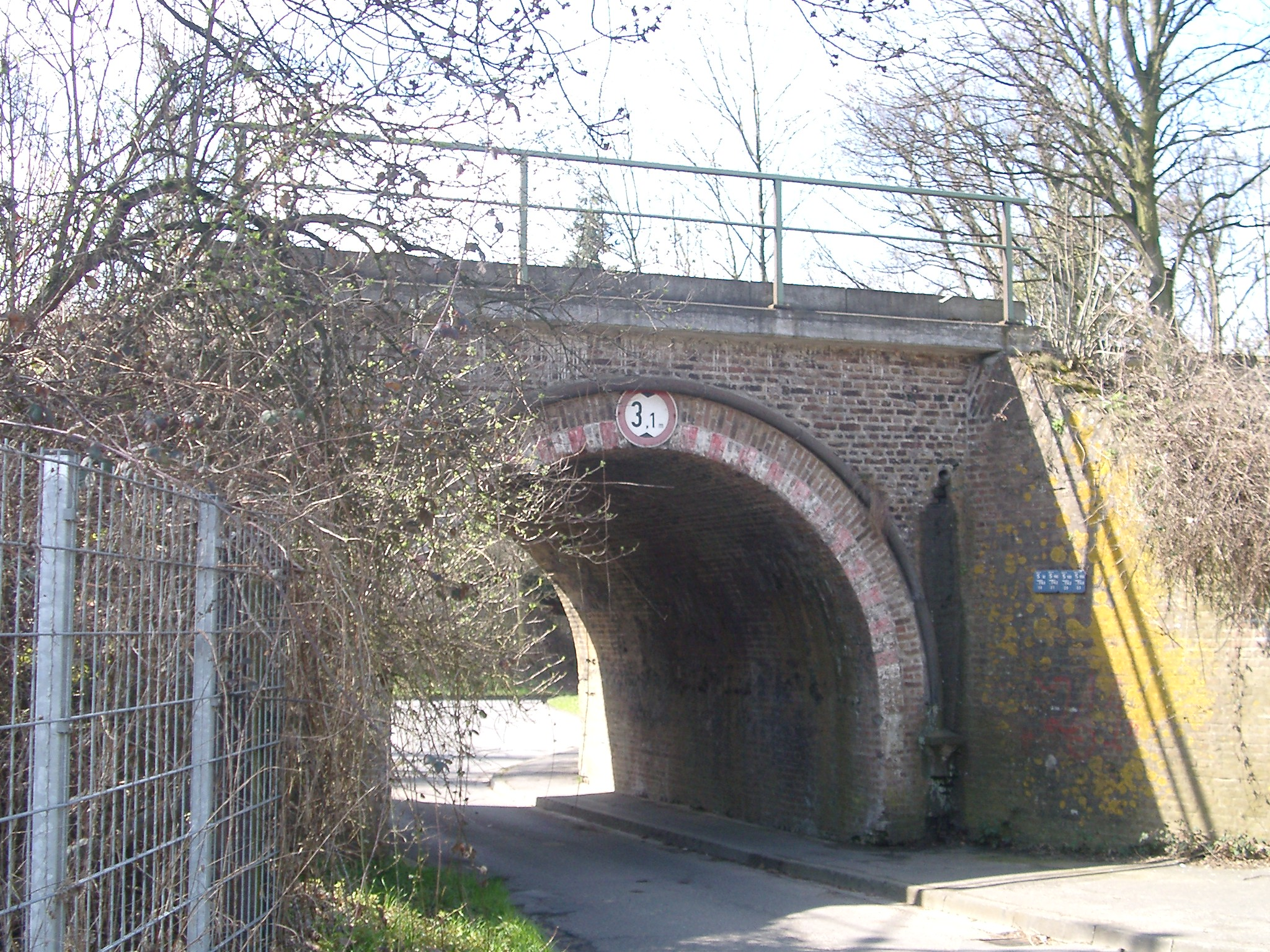
Alte Unterführung bei Roisdorf

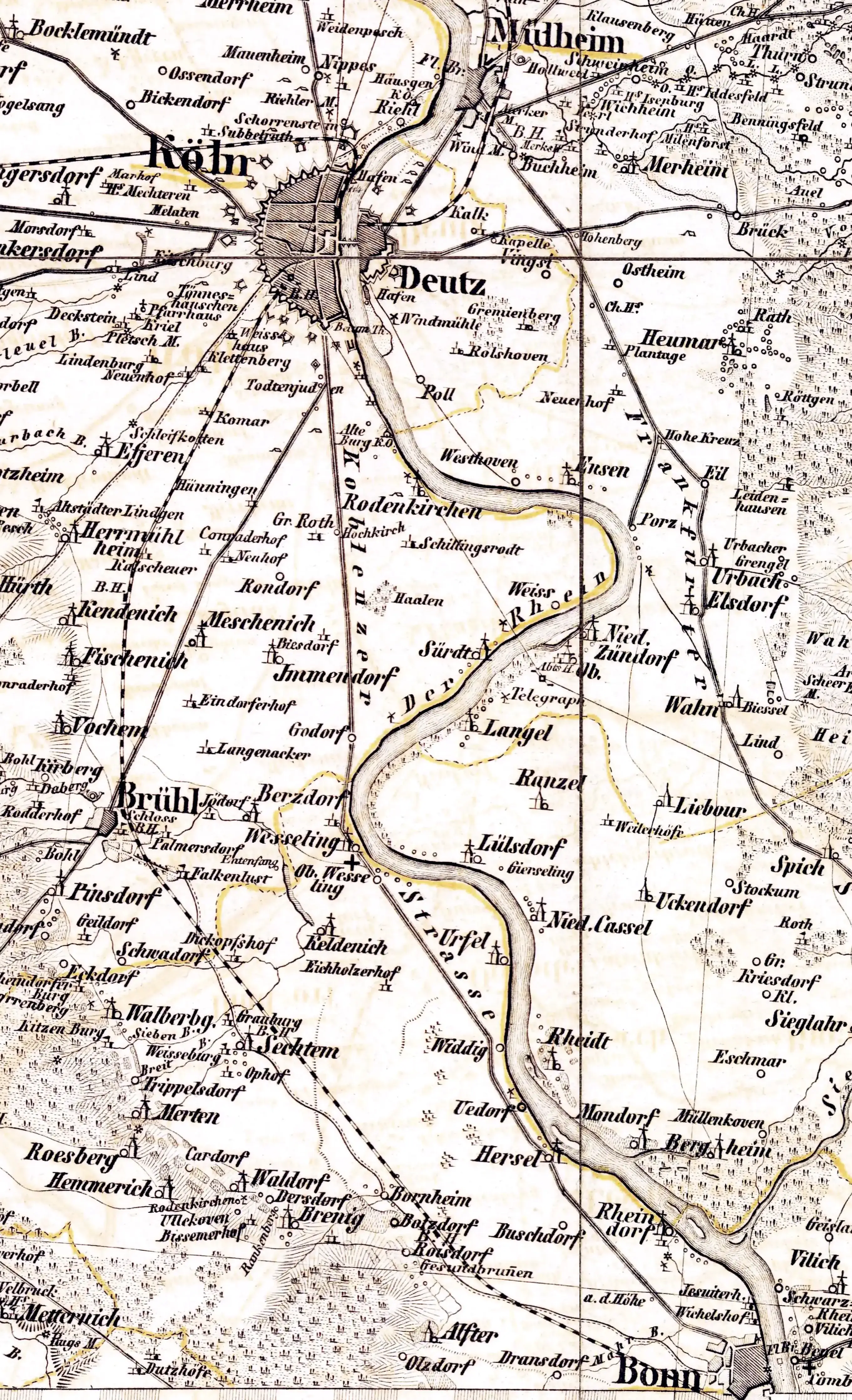
Die Strecke von Bonn zum Bahnhof Pantaleon um 1845

Für die Streckenführung wurden zwei Varianten geprüft: Eine direkte Verbindung, die dem Lauf des Rheins folgt, wäre kostengünstiger gewesen. Sie führte aber durch dünn besiedeltes Gebiet, aus dem kein großes Fahrgastaufkommen zu erwarten war. Ein halbes Jahrhundert später wurde diese Strecke als Rheinuferbahn von den Köln-Bonner Eisenbahnen gebaut.

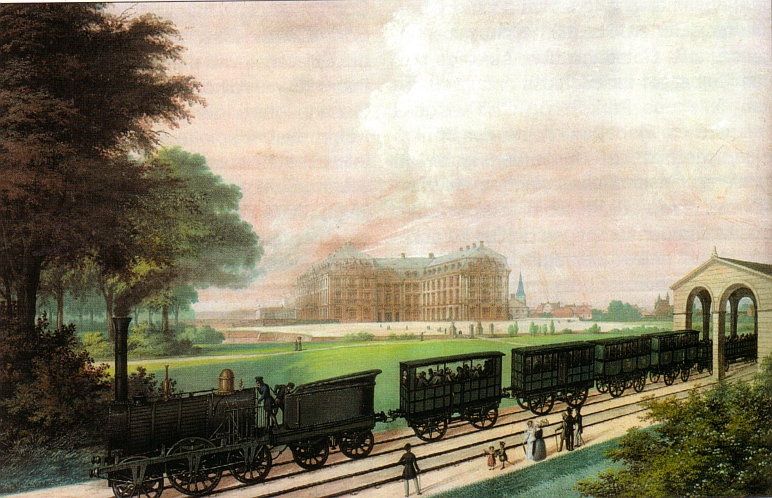
Eisenbahn vor dem Brühler Schloss Augustusburg im Hintergrund 1844

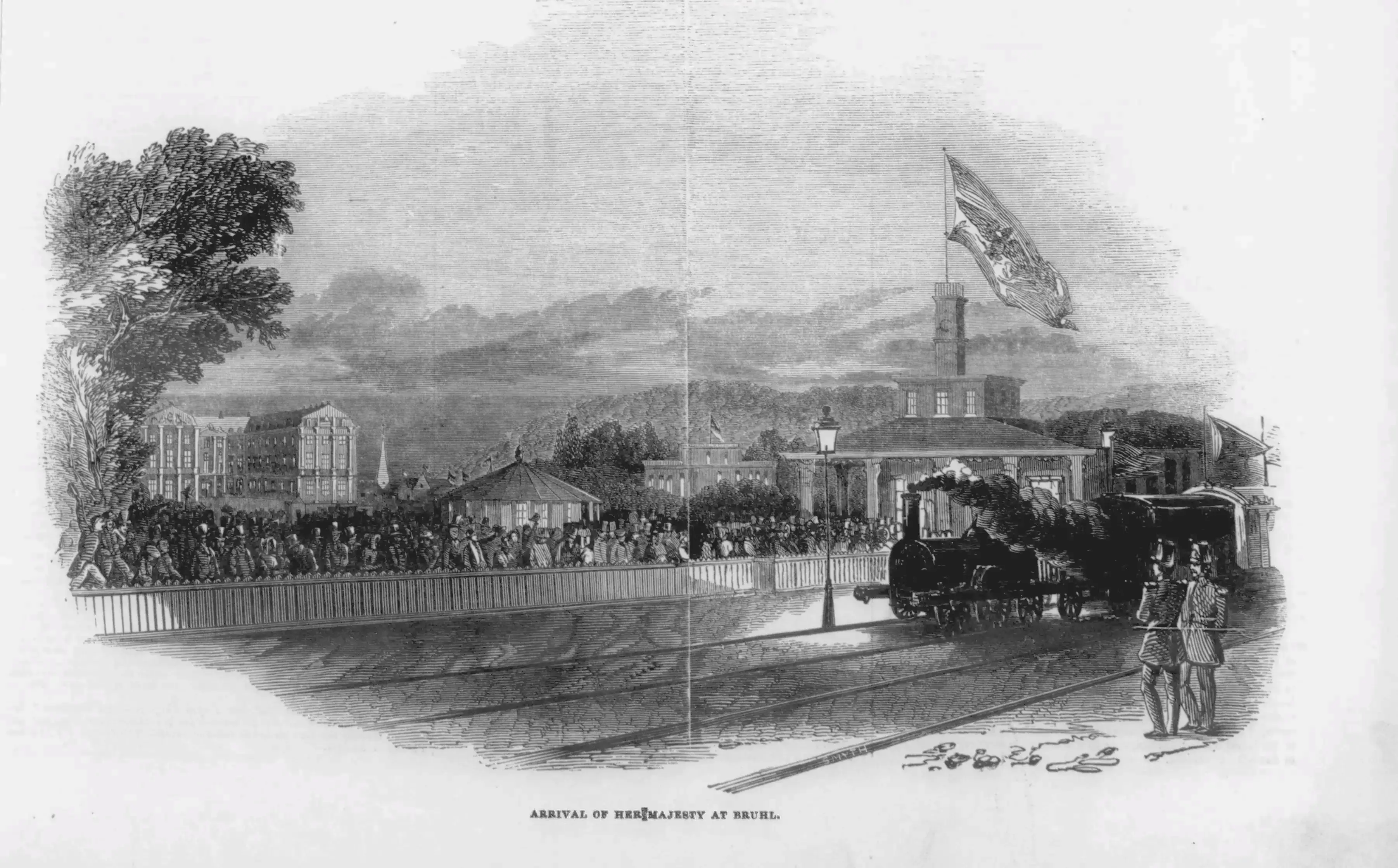
Queen Victoria 1845 zu Besuch

Verwirklicht wurde die andere, 29 Kilometer lange Variante, aus der später ein Teil der linken Rheinstrecke wurde. Sie führte in einem weiten Bogen am Rand des Vorgebirges entlang über Roisdorf, Sechtem, Brühl und Kalscheuren zum Bahnhof Köln St. Pantaleon. Dieser Endbahnhof wurde unmittelbar nach Durchfahren des Pantaleonstores der mittelalterlichen Stadtmauer erreicht.
Heftig umstritten war der Standort des Bonner Bahnhofs. Der Standort an der Poppelsdorfer Allee wurde schließlich ausgewählt, da sich die Strecke von dort aus einfacher in Richtung Süden verlängern ließ.

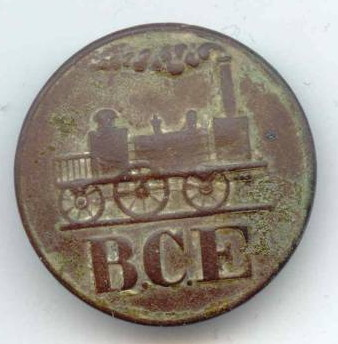
Uniformknopf der BCE

Die ersten Erdarbeiten wurden ab März 1842 ausgeführt. Eröffnet wurde die Bahnstrecke am 15. Februar 1844 nach einer großen Einweihungsfeier am 13. Februar. Ab Sommer 1844 verkehrten täglich sechs Zugpaare, die vier ersten Lokomotiven stammten aus Manchester.

### Weiterbau nach Rolandseck

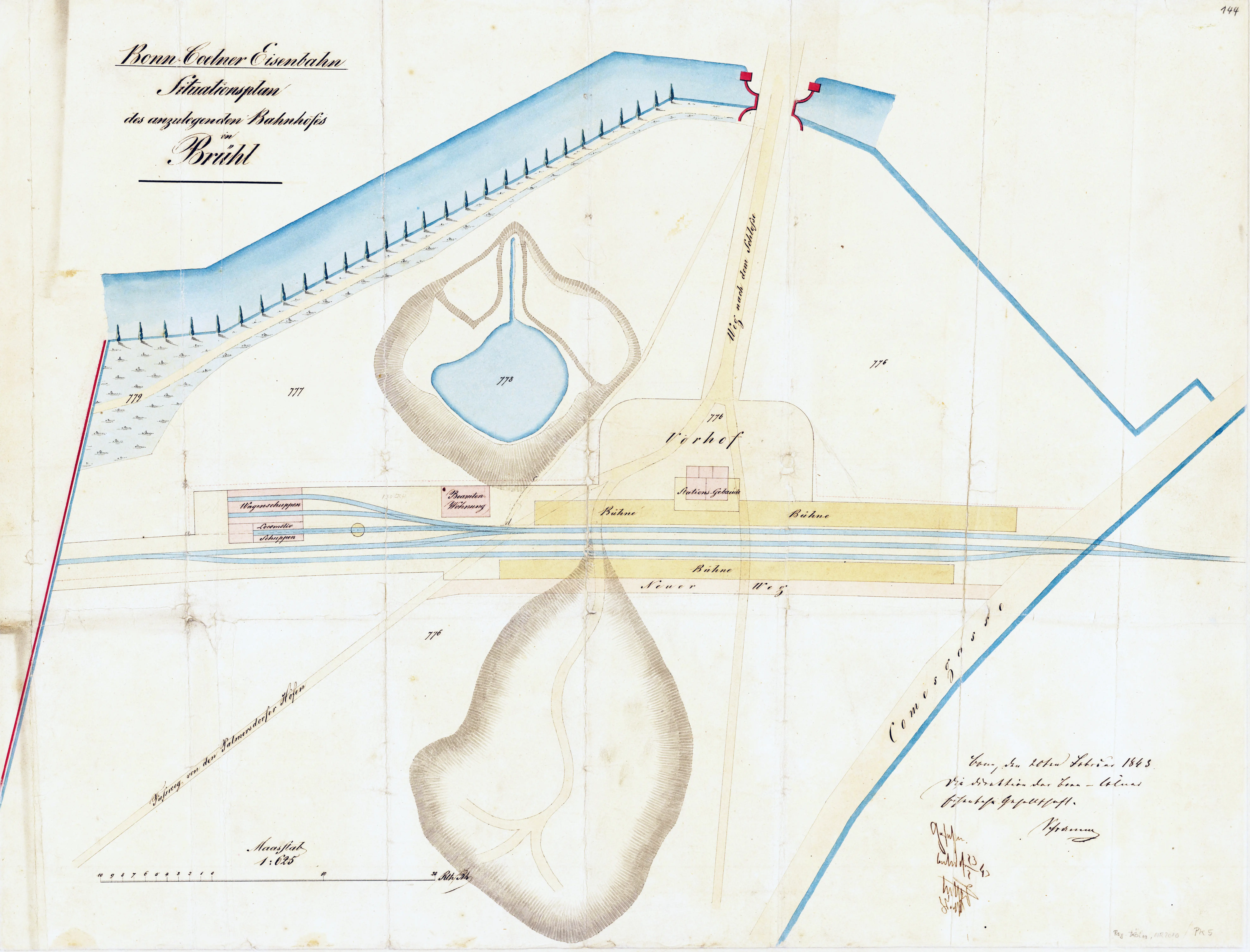
Plan für den Bahnhof Brühl von 1843 mit Lokstation und Drehscheibe.

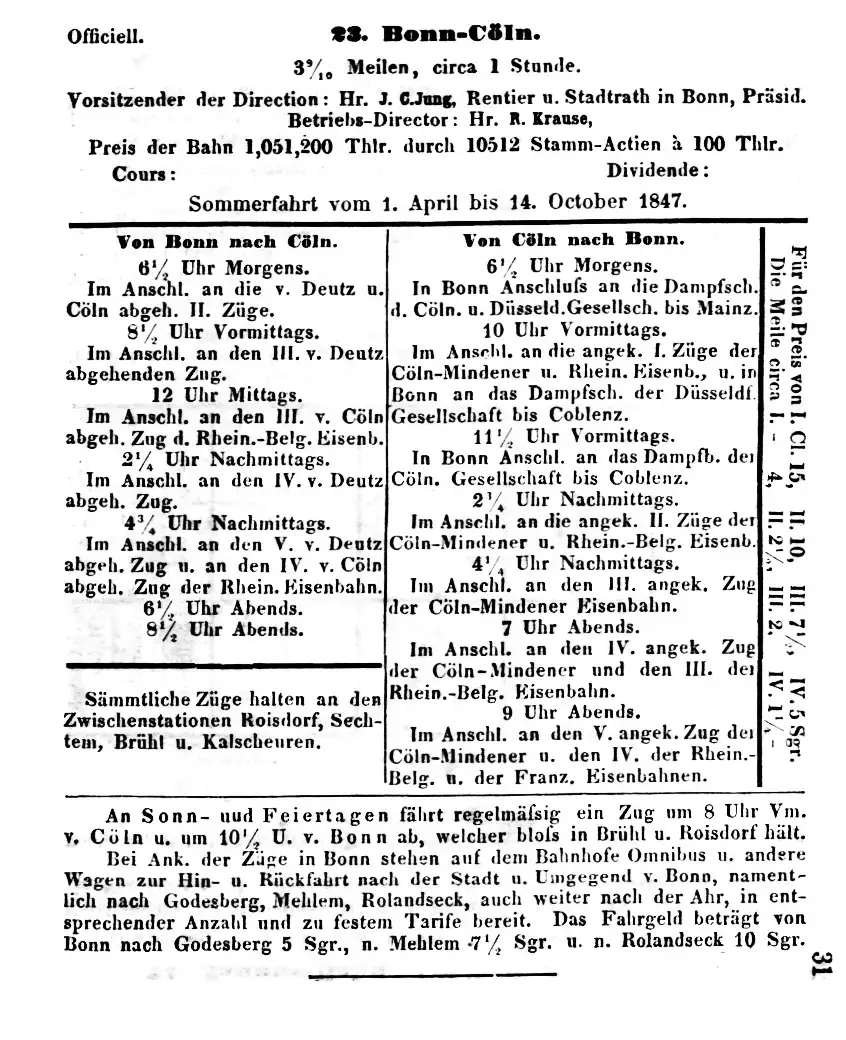
Fahrplan 1847

Noch im gleichen Jahr erhöhte die BCE ihr Kapital, um eine Streckenverlängerung nach Koblenz zu finanzieren; die Aktien waren vierfach überzeichnet. Der Bau der neuen Strecke verzögerte sich jedoch unter anderem, weil die Bonner Universität beim preußischen König Friedrich Wilhelm IV. gegen die Zerschneidung der in ihrem Besitz befindlichen Poppelsdorfer Allee protestierte. Der König beauftragte schließlich den Landschaftsarchitekten Peter Joseph Lenné mit der Gestaltung der Kreuzung.

Die BCE erhielt am 4. August 1854 die Genehmigung, die Strecke zumindest bis nach Rolandseck zu verlängern. Dies war ein wichtiger Teilerfolg, da es dort die Möglichkeit gab, die Reisenden bequem auf Dampfschiffe umsteigen zu lassen und der Bahnhof zudem an der ersten Engstelle des Mittelrheintals lag, was den Bau von Konkurrenzstrecken auf der linken Rheinseite unmöglich machte. Am 18. Oktober 1855 wurde der Zugverkehr über Bad Godesberg und Mehlem bis Rolandswerth aufgenommen, die gesamte 14 Kilometer lange Verlängerung nach Rolandseck wurde am 21. Januar 1856 in Betrieb genommen.

## Fahrzeuge
| Nummer | Lieferant           | Zylinder              | Treibräder | Kolbenhub | Tender     |
| ------ | ------------------- | --------------------- | ---------- | --------- | ---------- |
| I-IV   | Sharp, Roberts & Co | 12 Zoll Außenzylinder | 5 Fuß      | 18        | zweiachsig |
| V      | Sharp, Roberts & Co | 12 Zoll Außenzylinder | 5 Fuß      | 18        | dreiachsig |
| VI-VII | Sharp, Roberts & Co | 14 Zoll Außenzylinder | 5 Fuß      | 20        |            |
| VIII   | Regnier-Poncelet    | 13 Zoll Innenzylinder | 5½ Fuß     | 22        | zweiachsig |

Die Lokomotiven I-IV gehörten zur Grundausstattung. Die Lokomotiven V-VIII wurden 1845/46 nachgeliefert.
Es gab I. und II.-Klasse-Wagen der Firma C. Reigert aus Bockenheim bei Frankfurt/M.

## Auflösung der Gesellschaft
Zum 1. Januar 1857 wurde die Bonn-Cölner Eisenbahn von der Rheinischen Eisenbahn-Gesellschaft zu einem Preis von 1,05 Millionen Taler übernommen.
Vierzig Jahre später entstand mit den Köln-Bonner Eisenbahnen (KBE) ein Eisenbahnunternehmen ähnlichen Namens, das jedoch in keiner direkten Beziehung zur BCE stand.